# .nu
Pour les articles homonymes, voir NU.

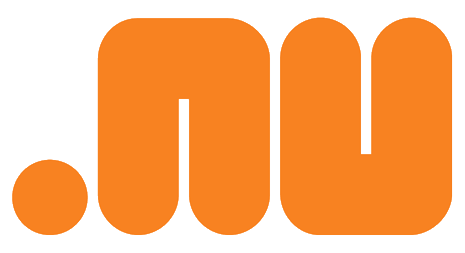

.nu est le domaine de premier niveau national (country code top level domain : ccTLD) assigné à Niue, un petit pays d'Océanie.
Le registre de l'extension est contrôlé par la Fondation suédoise de l'Internet (en). Le gouvernement de Niue conteste la validité de cette acquisition. En effet, le pays n'obtient aucune retombée des bénéfices de la commercialisation d'une extension qu'il considère comme un actif national.
Lancée en 1997, l'extension est commercialisée dans le monde entier en raison de la similarité de prononciation avec new (nouveau en anglais), mais surtout en Suède, Flandre et aux Pays-Bas où « nu » signifie maintenant.